# Trichoplusia ignicollis
Trichoplusia ignicollis är en fjärilsart som beskrevs av Claude Dufay 1968. Trichoplusia ignicollis ingår i släktet Trichoplusia och familjen nattflyn. Inga underarter finns listade i Catalogue of Life.